# Janez Vodapiuez
Janez Vodapiuez, ljubljanski župan v 17. stoletju, † 1608, Ljubljana.
Janez Vodapiuez (Vodopivec) je bil župan Ljubljane leta 1607. 